# Paraconchaspis major
Paraconchaspis major är en insektsart som beskrevs av Mamet 1959. Paraconchaspis major ingår i släktet Paraconchaspis och familjen Conchaspididae.
Artens utbredningsområde är Madagaskar. Inga underarter finns listade i Catalogue of Life.